# Baltinava
Baltinava è un comune della Lettonia di 1.387 abitanti (dati 2009)